# Tunjuelito
Tunjuelito es una localidad número 6 del Distrito Capital de Bogotá. Se encuentra ubicada en el sur de la ciudad de Bogotá.

## Toponimia
Tunjuelito es el diminutivo de la palabra tunjo, una representación antropomorfa hecha de oro por los muiscas .

## Geografía física

### Límites
| Noroeste: Localidad de Bosa (UPZ El Apogeo Avenida NQS)                                     | Norte: Localidad de Kennedy (UPZ Carvajal Avenida NQS)      | Nordeste: Localidad de Puente Aranda (UPZ Muzú Avenida NQS)                                                                            |
| Oeste: Localidad de Ciudad Bolívar (UPZ Arborizadora, San Francisco y Lucero, Río Tunjuelo) |                                                             | Este: Localidad de Rafael Uribe Uribe (UPZ Quiroga, Marco Fidel Suárez y Marruecos; Carrera 50, Calles 47 y 47A Sur y Avenida Caracas) |
| Suroeste: Localidad de Ciudad Bolívar (UPZ El Mochuelo; Río Tunjuelo)                       | Sur: Localidad de Usme (UPZ Danubio; Calles 55bis a 56 Sur) | Sureste: Localidad de Rafael Uribe Uribe (UPZ Marruecos; Avenida Caracas Cárcel La Picota)                                             |

### Hidrografía
Río Tunjuelo, Humedal El Tunjo (ubicado entre las localidades de Tunjuelito y Ciudad Bolívar).

### Extensión
(1.054 ha). No posee suelo de expansión. (Representa el 1,2% del área total de la ciudad).

## Historia
Tunjuelito era parte de los territorios habitados por los Muiscas, quienes construyeron las primeras vías de comunicación de estos territorios, hoy en día usados como avenidas: camino a Bosa (hoy autopista Sur), camino a Usme (hoy avenida Caracas) y camino a Tunjuelo (hoy carrera 16B, que comunica a los barrios Tunjuelito y Meissen).
Con el Decreto Legislativo 3640 del 7 de diciembre de 1954, que creó el Distrito Especial de Bogotá, este territorio pasó a ser parte oficialmente de Bogotá, separándose administrativamente de Usme. 
Desde los años sesenta, los barrios como El Carmen, San Carlos, Fátima, Venecia, San Vicente Ferrer, Tunjuelito y San Benito, que dieron origen a la localidad, tuvieron un proceso de autoconstrucción, en donde cada familia debía construir su vivienda en terrenos donde se ubicaban las haciendas.
En 1970 se funda el Parque Metropolitano El Tunal, que fue visitado por Juan Pablo II en 1986 y oficio una misa campal en este escenario.
En 1972, mediante el Acuerdo 26, los terrenos de Tunjuelito y otros barrios circunvecinos pasaron a conformar la Alcaldía Menor Número Seis del Distrito Especial de Bogotá. Para los años setenta y principios de los años ochenta se planifica y construye la avenida Boyacá,y la avenida Ciudad de Villavicencio y se potenció la edificación de los terrenos aledaños a este eje vial. Esta vía terminó por facilitar el crecimiento poblacional y acelerar los procesos de mineros dentro de la cuenca de Río Tunjuelo.
En los ochenta el Estado participa tanto como constructor directo, como es el caso de Ciudad Tunal, como en asociaciones con otras entidades para apoyar los proyectos de vivienda. En 1984 se inicia la construcción del Centro Comercial Ciudad Tunal que fue inaugurado el 16 de diciembre de 1986.
En 1990 fue fundado el Hospital El Tunal. En 2001 se inaugura la Biblioteca El Tunal, que en 2014 pasa a llamarse Biblioteca Pública Gabriel García Márquez, para homenajear al escritor y Premio Nobel Colombiano.

## Política local
El gobierno local se compone de la Junta Administradora Local y el Alcalde local (designado mediante terna por el Alcalde Mayor). Al ser parte del Distrito Capital, todas las entidades y corporaciones de orden distrital tienen jurisdicción en la localidad. La alcaldía se encuentra ubicada en la Diagonal 50A # 18 - 48 Sur.
| Partido            | Partido | Escaños |
| ------------------ | ------- | ------- |
|                    | AV      | 2/9     |
|                    | PH      | 2/9     |
|                    | PL      | 2/9     |
|                    | CR/M    | 1/9     |
| Centro Democrático | CD      | 1/9     |
|                    | NL/EM   | 1/9     |
|                    |         |         |

## Geografía humana

### Organización territorial
La localidad de Tunjuelito está conformada por la  Unidades de Planeamiento Local (UPL). A su vez, estas unidades están divididas en barrios (algunas comparten barrios): En total Tunjuelito tiene 52 barrios.
| Barrios |
| --- |
| Fátima, Isla del Sol, Laguneta, Nuevo Muzú, Rincón de Muzú, Rincón de Venecia, Samore, San Vicente Ferrer, Tejar de Ontario, Venecia, Ciudad Tunal, El Carmen. |
| Abraham Lincoln, San Benito, San Carlos, Tunjuelito. |

Aunque no sean oficialmente barrios, las Escuelas de Artillería y de Cadetes de Policía General Santander por su amplia extensión, son consideradas como tales.

### Principales vías
| Avenida             | Trazado                                           | Ciclovía |
| ------------------- | ------------------------------------------------- | --- |
| Caracas             | Desde Calle 47 a 55 Bis Sur                       | No, incorporada para ampliación de la Avenida Caracas en el sector de la Cárcel La Picota                      |
| Villavicencio       | Desde Avenida Caracas a Río Tunjuelo              | Si, Desde la Calle 48C Sur hasta Avenida Boyacá                                                                |
| Boyacá              | Desde Autopista Sur hasta Río Tunjuelo            | Si, Desde el tramo de la Autopista Sur hasta el río Tunjuelo, Doble tramo entre Portal Tunal y Parque homónimo |
| Autopista Sur       | Desde la Carrera 51 hasta el río Tunjuelo         | Si |
| Carrera 53          | Transversal 44 hasta Autopista Sur                | No |
| Jorge Gaitán Cortés | Desde la Avenida Carrera 50 hasta el río Tunjuelo | No |
| Mariscal Sucre      | Desde la Calle 46 Sur hasta la Avenida Boyacá     | No |

### Transporte público

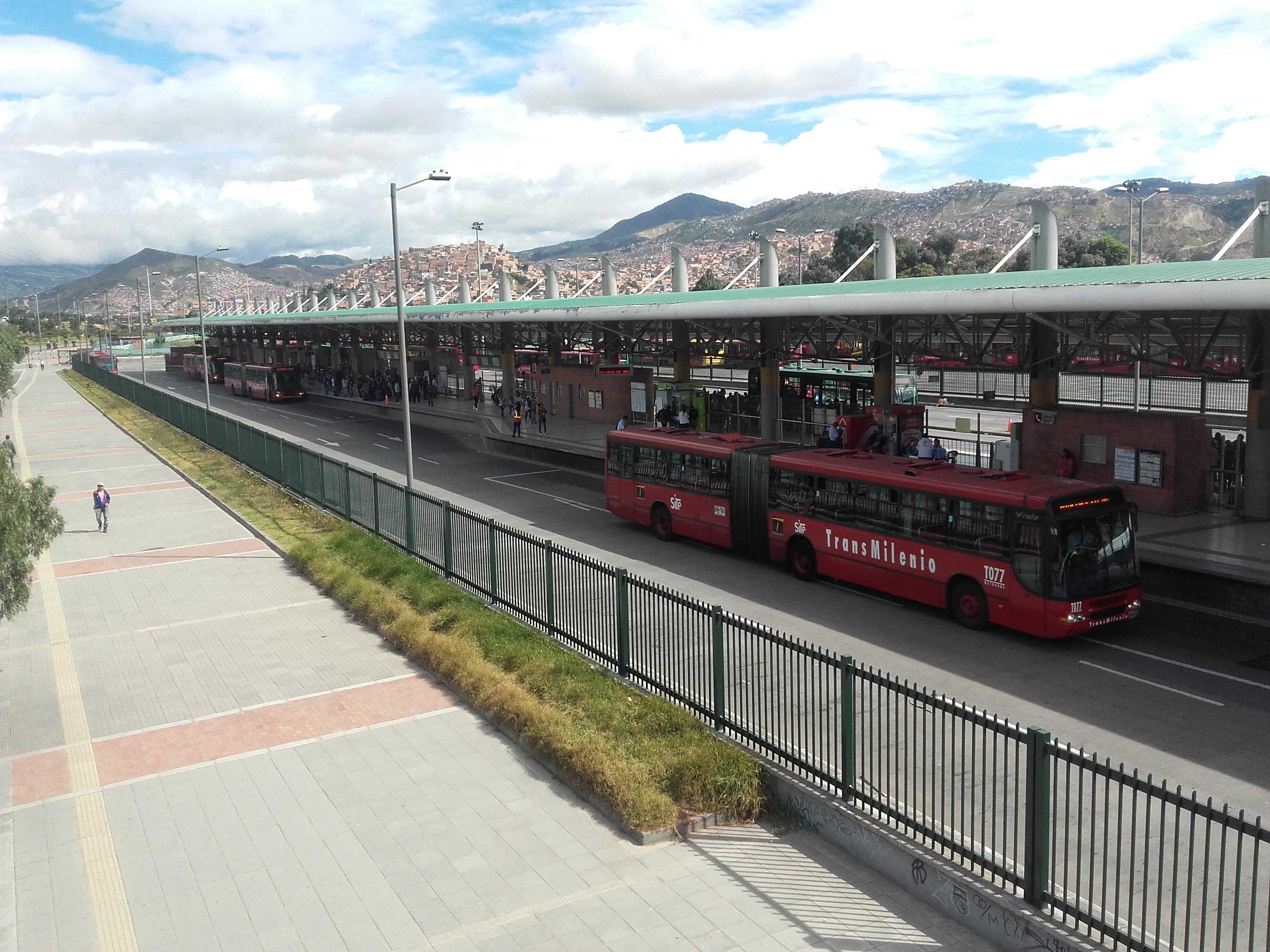
Portal Tunal

Entre las vías más importantes de acceso a la localidad se cuenta con las avenidas Caracas y Ciudad de Villavicencio, que cuentan con servicio de TransMilenio (línea H, estaciones Parque, Biblioteca, Socorro, Consuelo, Molinos y Santa Lucía) además de las rutas alimentadores de las estaciones Calle 40 Sur y Portal Tunal, ubicadas en esta localidad.
También la autopista Sur ofrece el servicio de TransMilenio al norte de la localidad con las estaciones Alquería, Venecia y Sevillana de la línea G. 
Aparte, se tiene el servicio de bus urbano en otras vías como la avenida Boyacá, la diagonal 44 Sur, la Carrera 24 y la Avenida Jorge Gaitán Cortés. De igual manera en la carrera 51, extensión de la avenida 68 en el barrio Venecia.
| General Santander (Afluente Norte) | Calle 40 Sur (Afluente Sur) |
| ---------------------------------- | --------------------------- |
| 12-1 Fátima                        | 7-2 El Tunal                |

## Economía
Se encuentran actividades de industrias como Colmotores de ensamblaje de vehículos, de curtido y preparado de cueros, comercios mayoristas y minoristas y servicios públicos y de transporte.
Plazas de Mercado San Carlos, San Benito y El Carmen.
Entre sus residentes predominan los estratos socioeconómicos 1, 2 y 3, en su mayoría conformado por habitantes de estrato 2 y 3.

## Servicios públicos
Educación
La localidad cuenta con 61 colegios entre públicos y privados.
Salud
- Hospital El Tunal.
- Hospital Tunjuelito.

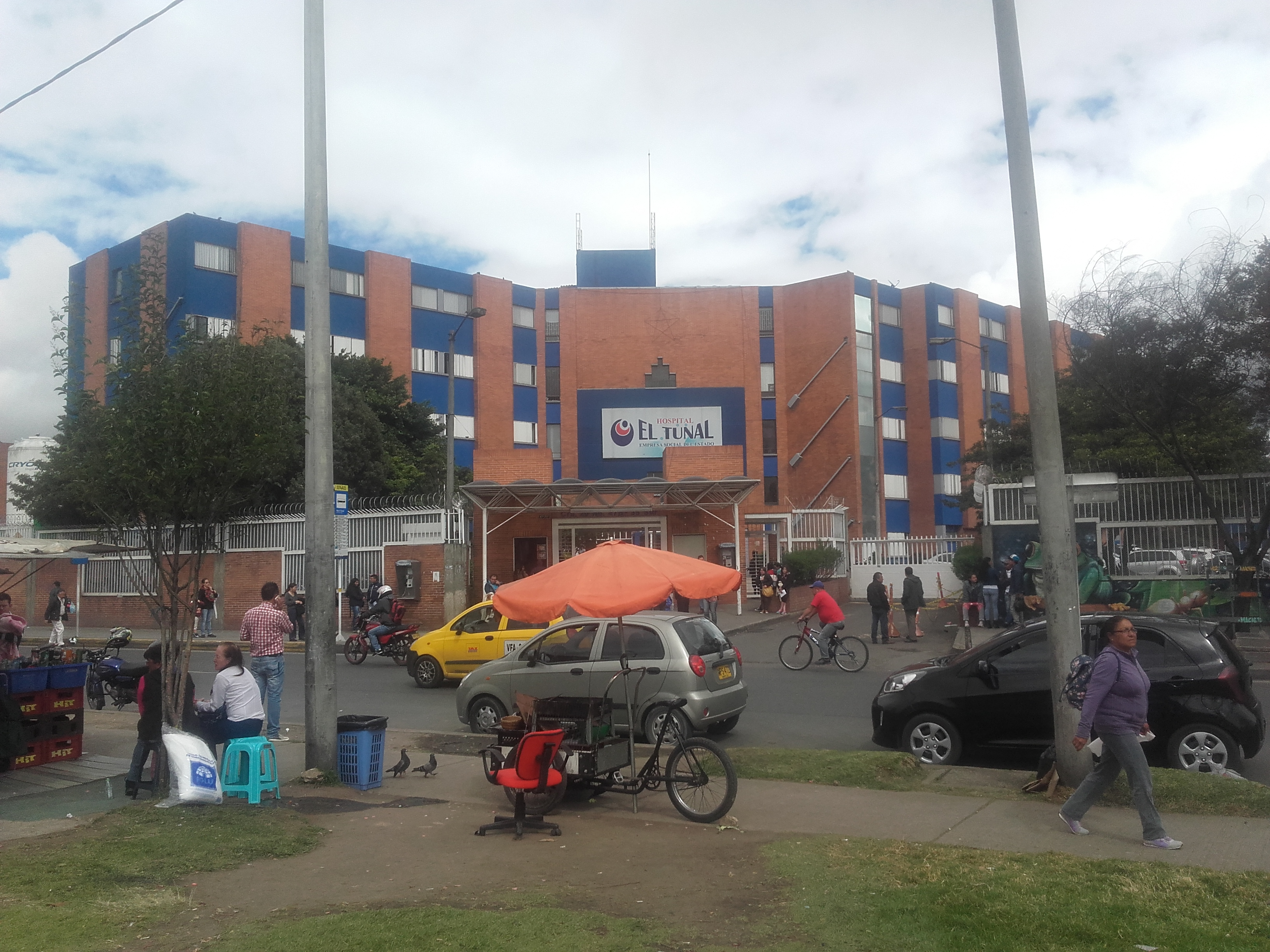
Hospital El Tunal.

- Una Unidad Básica de Atención y siete clínicas.[20]

Seguridad
- Escuela de Artillería del Ejército.
- Escuela de Policía General Santander.
- Inspección de Policía de Tunjuelito.
- Estación de Policía, tres CAI y una estación de bomberos.

## Cultura

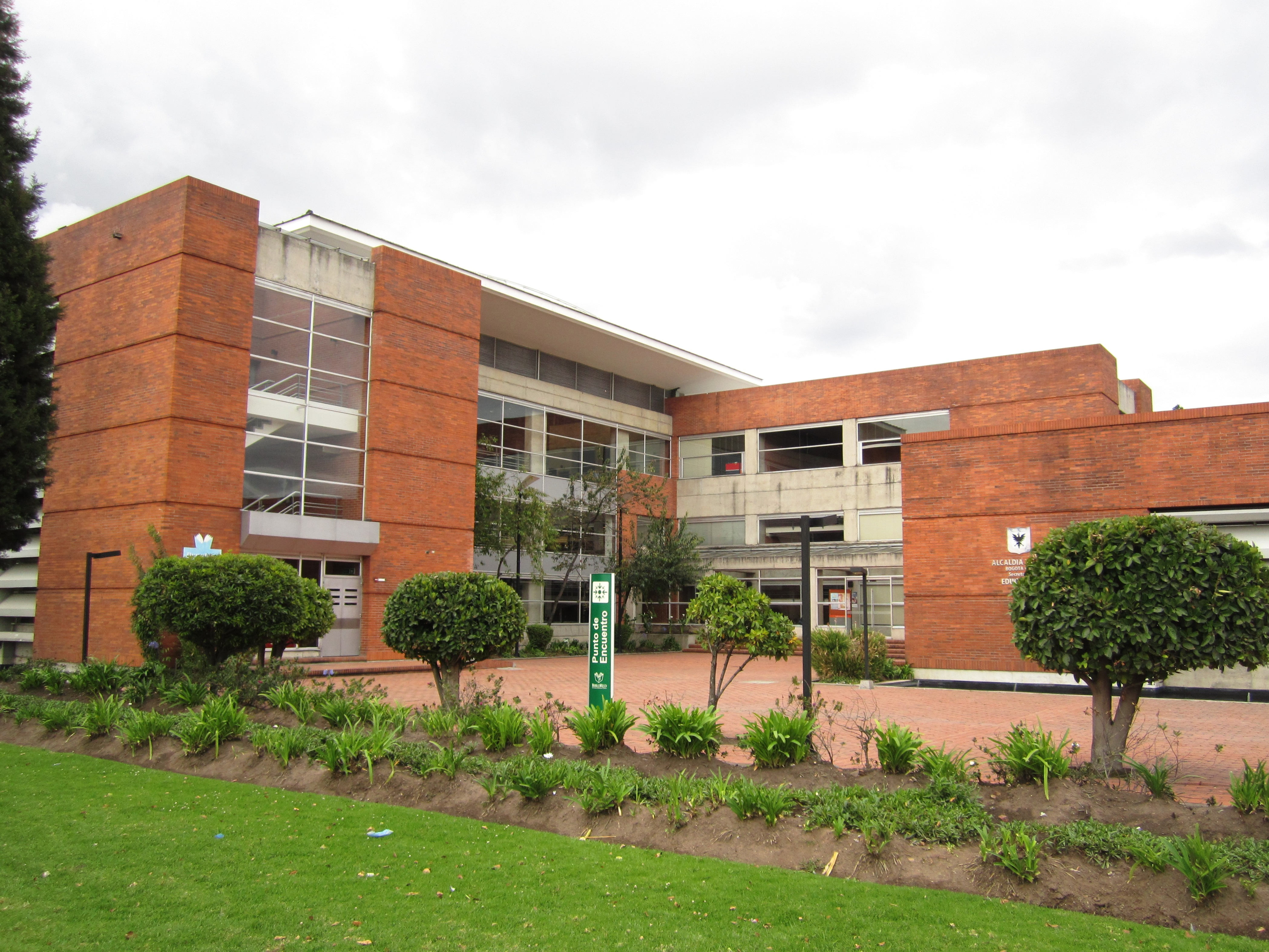
Biblioteca El Tunal.

- Casa de la Cultura: Se encuentra ubicada en el barrio El Carmen.[21]

- Mesa Local de Rock: Es una organización comunitaria que busca promover escenarios de formación social, cultural y artística a través del rock.

Los bienes de interés cultural son la Parroquia Nuestra Señora de Fátima y la Escuela General Santander.

### Bibliotecas
Biblioteca Pública Gabriel García Márquez (conocida también como Biblioteca El Tunal), Biblioteca de Venecia y una biblioteca en el Barrio Fátima.

### Festividades
- Festival de Rock de Tunjuelito Tunjuelito Territorio Rock

## Deporte

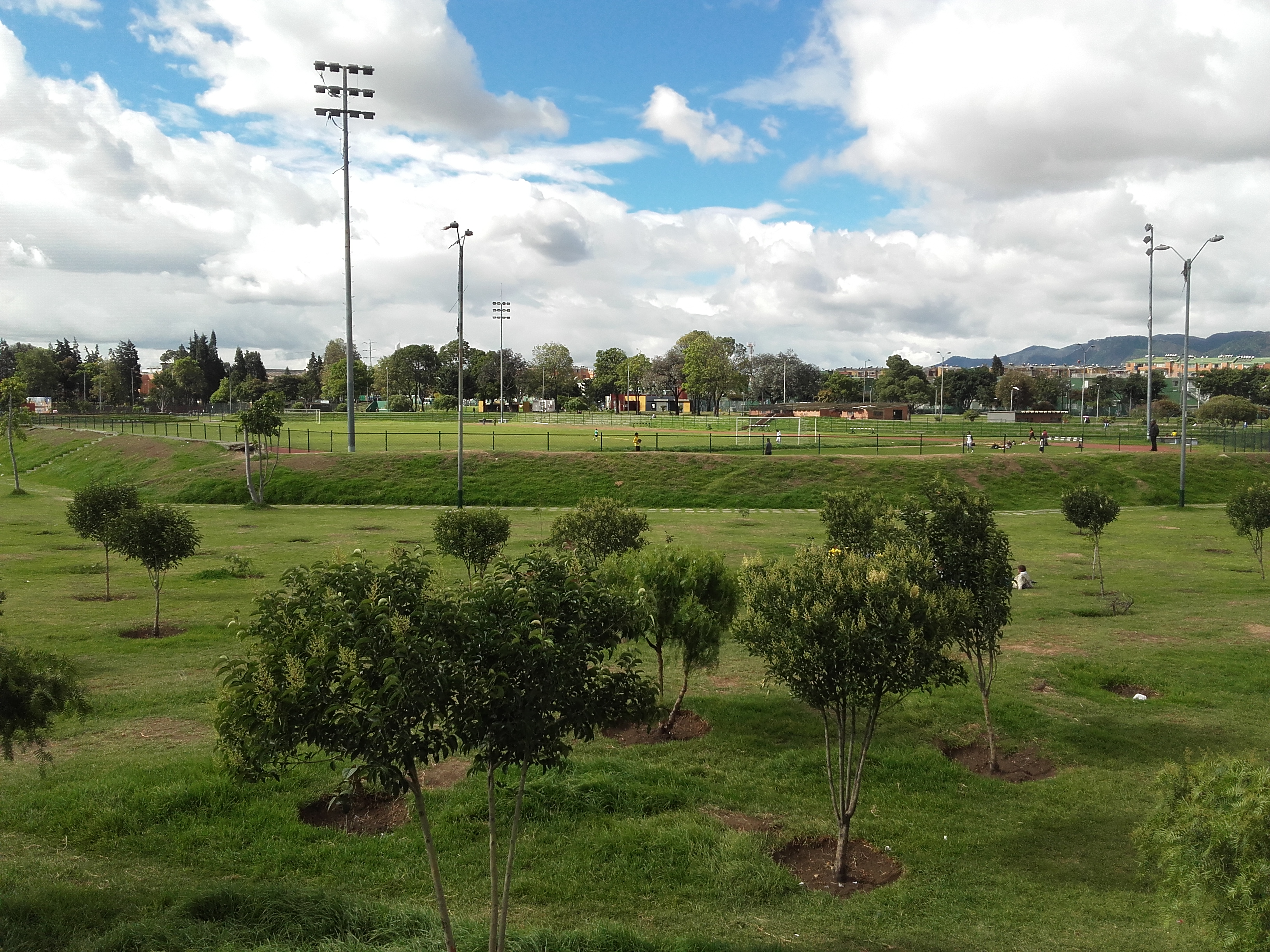
Parque Metropolitano El Tunal.

Tunjuelito cuenta con alrededor de 92 parques.
- Parque Metropolitano El Tunal.
- Parque Venecia, Parque El Carmen, Parque Nuevo Muzú, Parque Lagunetas.[26]

## Simbolos
La Localidad Cuenta Con Bandera y Escudo, Fueron Adoptados en los años 2000

### Bandera
La bandera oficial combina los colores blanco y verde en dos franjas horizontales: blanca la franja superior, verde, en el centro el emblema institucional de Tunjuelito

### Himno
Compuesto por Iván de la Cruz Méndez Sandoval en año 2004
| CORO: Tunjuelito, Tunjuelito Localidad soñada. Tunjuelito, Tunjuelito Sol de la nueva alborada I Surcan las saetas del tiempo Altivos clarines anuncian Voces remotas y presentes En la ciudad olvidada. Historia de los viejos tunjos Hombres de barro y cebada. II Sus transparentes huellas Sendero de fraternidad, Espigas de oro encantado Piel de tierra Americana Alfareros de la libertad Al sur de Santa fe de Bogotá. | III De la nostalgia a la esperanza Surcando los augurios, Cabalgantes hombres del destino Bajo este cielo azul sereno Gloriosos pobladores del tunjuelo, Brillantes perlas del sueño IV Como un solo río a navegar En afluentes de humanidad. Tu voz, coro de pueblo En el tiempo florecerá En un sonoro canto Aurora de Localidad |